# 克什克腾旗煤电化基地
克什克腾旗煤电化基地，是中国内蒙古自治区赤峰市克什克腾旗下辖的一个类似乡级单位。

## 行政区划
克什克腾旗煤电化基地共辖以下地区：
煤电化基地虚拟居委会。